# Lobe secondaire
Les lobes secondaires sont les pics secondaires dans le diagramme d'émission ou de réception d'une antenne autre que le lobe principal ou le lobe arrière de celle-ci. En effet, selon la configuration de l'antenne, elle peut être directionnelle en azimut (gisement) et en élévation (angle de site) en concentrant la majorité de son énergie d'émission ou sa sensibilité de réception dans une direction. Cependant, on ne peut complètement rendre le patron nul dans les autres directions.

## Exemple
La taille de la surface formant un « réflecteur parabolique » est relativement petite en général devant la longueur d'onde du signal émis et il n'est alors pas possible de négliger les phénomènes de diffraction. Chaque point de la surface du réflecteur va rayonner comme une source ponctuelle, et le champ total émis en un point est la somme cohérente de tous les champs infinitésimaux. Tout se passe comme dans le cas de la diffraction d'une onde par une ouverture. Afin de mieux sentir la physique du phénomène, considérons le cas idéalisé suivant :

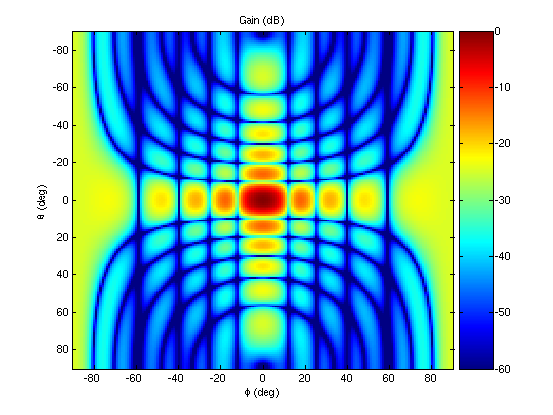
Gain normalisé d'une antenne rectangulaire idéale de longueur 20 cm, largeur 10 cm, à une fréquence de 10 GHz (bande X)

- l'ouverture est plane et rectangulaire, de dimensions L (sur l'axe y) et l (sur l'axe z) ;
- la surface métallique de l'ouverture est parfaitement conductrice ;
- le champ électrique engendré par le cornet sur la surface de l'antenne de direction constante et d'amplitude constante {\displaystyle E_{0}}.

La théorie de la diffraction montre que l'amplitude de l'onde émise dans une direction repérée par les angles {\displaystyle \phi } (angle azimutal horizontal ou gisement) et {\displaystyle \theta } (angle d'élévation ou de site) à une distance {\displaystyle r} de l'antenne suffisamment grande pour que l'approximation de Fraunhofer soit vérifée, vaut ({\displaystyle \mathrm {sinc} } est la fonction sinus cardinal définie par {\displaystyle \sin(x)/x}) :
{\displaystyle E(r,\theta ,\phi )=E_{0}\cdot {\frac {Ll}{\lambda r}}\cdot \operatorname {sinc} \left(\pi {\frac {L}{\lambda }}\cdot \sin(\phi )\cdot \cos(\theta )\right)\operatorname {sinc} \left(\pi {\frac {l}{\lambda }}\cdot \sin(\theta )\right)}
Le diagramme de droite donne l'allure de l'évolution de la puissance de l'onde, normalisée par rapport à la puissance maximale émise, en fonction du site et du gisement (échelle logarithmique). On voit apparaître un pic central qui représente le lobe principal où la plupart de l'énergie émise ou reçu se trouve. Cependant, on voit de chaque côté des pics secondaires représentant les lobes secondaires. 

## Effets

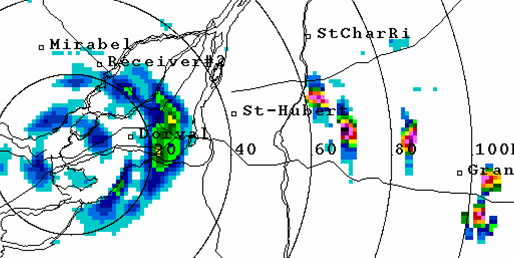
Les forts échos retournés par des collines par temps dégagé (pixels rouges et jaunes) et les retours mal placés venant des lobes secondaires (bleus et verts)

On désire réduire les lobes secondaires le plus possible, car leur rôle n'est pas négligeable. Par exemple :
- Lorsque le faisceau émis par l'antenne d'un radar passe sur un écho particulièrement fort, le retour de l'énergie du pic central est dans l'axe de visée. Les retours des lobes secondaires arrivent, quant à eux, au même temps où le pic central illumine un autre angle de visée. Comme le récepteur note l'angle de visée du pic central, les retours des pics secondaires sont donc notés à un mauvais azimut ce qui crée un faible faux retour de chaque côté de notre vrai écho. Dans l'image de droite, on voit les échos radars retournés par une série de collines à l'est du site. On remarque que ces échos ont la forme d'une ellipse avec des intensités plus fortes au centre (rouge-noir) par le retour du lobe principal et plus faibles de chaque côté par les lobes secondaires.

- Les antennes d'émissions de radio ou de télévision sont configurées pour que leur émission rejoigne la plus grande zone de population et on veut éviter de perdre trop d'énergie vers les directions inhabitées ou en interférence avec d'autres émetteurs. On limite donc au maximum l'émission dans les lobes secondaires.